# Atom Heart Mother (suite)
Atom Heart Mother is een muziekstuk van Pink Floyd. Het is gecomponeerd door Pink Floyd en Ronald Geesin. De suite staat op de eerste kant van het album Atom Heart Mother.

## Structuur
Atom Heart Mother is onderverdeeld in zes delen waarvan de eerste vijf veel van elkaar verschillen. Al deze delen lopen in elkaar over.

### Father's Shout (0:00)
Dit deel begint met een harde, brommende toon die steeds harder wordt. Vervolgens komen er blaasinstrumenten bij. Er ontstaat een thema van blaasinstrumenten, gitaar, bas, drums en orgel. Dit wordt gevolgd door een intermezzo van blaasinstrumenten. Hierbij zijn op de achtergrond afgaande kanonnen, schreeuwen, hinnikende paarden en startende motoren te horen wat de indruk van een oorlog geeft. Vervolgens begint het thema weer, waarmee Father's Shout eindigt.

### Breast Milky (2:55)
Dit deel begint met een foutievelijk aan Ron Geesin toegeschreven cello melodie, begeleid door orgelspel. Dit vormt het tweede thema. Dit wordt gedurende het hele deel herhaald. Elke keer komen er meer instrumenten bij. Vervolgens komen er drums bij, dan gitaar, dan piano en bas, blaasinstrumenten en koor. Als alle instrumenten en het koor meedoen, wordt het thema nog een keer herhaald waarna Breast Milky eindigt.

### Mother's Fore (5:30)
Dit deel begint met droevige orgeltonen. Hierbij begint een vrouw een droevige melodie te zingen. Al snel komen er andere vrouwen bij. Eerst bestaat de koorzang alleen uit vrouwen, maar dan komt er ook een mannenkoor bij. Vervolgens begint de rest van Pink Floyd mee te spelen. Het 'refrein' wordt een aantal keren herhaald met de band. Daarna verdwijnt de zang en eindigt Mother's Fore met enkele orgeltonen.

### Funky Dung (10:12)
Dit deel begint met een basloopje dat voortdurend wordt herhaald. Daarna komen er drums, orgel en gitaar bij. De gitaar soleert in dit stuk als enige. Vervolgens verdwijnt de gitaar naar de achtergrond, waarna een koor staccato begint te zingen. Dit wordt steeds meer legato. Hierna wordt er een overgang gespeeld naar het thema van Father's Shout. Dit wordt ook door het koor meegezongen. Net als Father's Shout eindigt Funky Dung met dit thema.

### Mind Your Throats, Please (15:36)
Terwijl de laatste toon van Funky Dung nog uitklinkt, begint dit deel met twee opjagende orgeltonen die af en toe veranderen. Dit is de basis voor Mind Your Throats, Please. Hier komen eveneens opjagende geluiden bij (viool, piano, blaasinstrumenten). Er is ook een robotstem te horen die Mama mia, mama mia zegt. Dan is op de achtergrond een opkomende vloedgolf te horen. Op het moment dat deze neerstort is de laagste toon van een piano te horen. Terwijl dit nog uitklinkt zijn enkele (afwisselend lage en hoge) pianotonen te horen. Hiermee eindigt Mind Your Throats, Please.

### Remergence (17:54)
Twee pianotonen uit het vorige deel blijven zich herhalen. Hieruit volgt een mix van verschillende, eerdere stukken (Father's Shout, Breast Milky, Funky Dung). Ook zijn er fragmenten uit het nummer Echoes (nummer) van het later uitgebrachte album Meddle hoorbaar.  Dit bouwt op. Vervolgens is een robotstem te horen die het thema van Father's Shout aankondigt wat daarna meteen volgt. Het thema wordt een keer gespeeld, waarna opnieuw het thema van Breast Milky begint. Hier komen weer na elk rondje nieuwe instrumenten bij. Wederom wordt het thema, met alle instrumenten en koor, nog een keer gespeeld waarna het weer overgaat naar het thema van Father's Shout. Dit thema wordt twee keer gespeeld (met koorzang), maar het einde van de laatste keer is anders: dit bouwt op naar de eindtoon. Die wordt gemaakt met blaasinstrumenten, koor en drums. Met deze noot eindigen Remergence en Atom Heart Mother.

## Muzikanten
Roger Waters - bas
David Gilmour - gitaar
Richard Wright - orgel, piano
Nick Mason - slagwerk
Ron Geesin - arrangement
Abbey Road Session Pops Orchestra - alle overige instrumenten
John Alldis Choir - zang